# 桃色風雲搖擺狗
《桃色風雲搖擺狗》（英語：Wag the Dog）是一部1997年的黑色喜劇電影，由巴瑞·李文森執導。編劇是希拉莉·亨金和大衛·馬梅，鬆散地改編自拉瑞·白恩哈特的小說《American Hero》。
電影的上映時間與爆出萊溫斯基醜聞的時間相當接近，而電影劇情與實際事件也有相似之處，因此經常被拿來作對比。

## 標題
電影的標題取自於英國俗諺「尾巴搖狗」（tail wagging the dog），意思是一件事情的主體受控於其中的一小部分。
為什麼狗會搖尾巴？
那是因為狗比尾巴聰明，
否則就是尾巴在搖狗。

## 故事大綱
尋求連任的美國總統與一個未成年少女發生了性騷擾醜聞，面對兩週之後的總統大選，總統面臨了政治生涯的巨大危機，他便找白宮危機處理專家康洛德‧布里恩（勞勃·狄尼洛飾演）商討對策，布里恩擅長操弄政治、老謀深算，他打算製造出假新聞來使媒體將焦點轉移到其它地方。
布里恩找來好萊塢製片家史丹利（達斯汀·霍夫曼飾演），運用攝影和特效技術移花接木，虛擬出一場位於阿爾巴尼亞的戰爭，這場戰爭並非真實發生，但卻成功引發話題性並轉移眾人目光，更使得總統的聲勢更上層樓。但沒過多久、這項造假行為便面臨曝光的危機，中情局探員在追查之下，發現阿爾巴尼亞根本沒有戰爭，中情局與總統的競爭對手合作，釋出戰爭已經結束的消息，讓媒體焦點再度轉回性醜聞。為解決此問題，布里恩虛構出一名在沙場上被遺忘的戰士，外號「舊鞋」，並設計出歌曲和聲援行動。
在團隊找到扮演舊鞋的人後，發現他竟是曾犯下強暴案的囚犯，只好將錯就錯。在返程途中，團隊的飛機墜毀，團隊倖存了下來，但舊鞋卻在過程中試圖強暴加油站老闆的女兒，因此被殺。團隊更改規劃，宣稱舊鞋在營救行動中受傷喪生，並精心舉辦一場軍事葬禮。
在觀看政治脫口秀節目時，主持人將總統的高支持率歸功於政治宣傳廣告。史丹利不滿於自己的功績遭到埋沒，表示自己希望以此獲得聲譽，並表示會將此事昭告眾人，隨即遭到布里恩派人殺害，並被以心臟病發逝世所報導。最後總統成功連任，阿爾巴尼亞的某個恐怖組織宣稱犯下近期的爆炸案。

## 演員
- 達斯汀·霍夫曼 飾演 Stanley Motss
- 勞勃·狄尼洛 飾演 Conrad "Connie" Brean
- 安·海契 飾演 Winifred "Freddie" Ames
- 丹尼斯·利瑞 飾演 Fad King
- 威利·尼爾森 飾演 Johnny Dean
- 安德烈亞·馬丁（英语：Andrea Martin） 飾演 Liz Butsky
- 姬絲汀·登絲 飾演 Tracy Lime
- 威廉·霍尔·梅西 飾演 中情局特工Charles Young
- 約翰·邁克·希金斯 飾演 John Levy
- Suzie Plakson（英语：Suzie Plakson） 飾演 Grace
- 伍迪·哈里遜 飾演 Sgt. William "the Old Shoe" Schumann
- Michael Belson 飾演 總統
- 蘇珊·克萊爾（英语：Suzanne Cryer） 飾演 Amy Cain
- Jason Cottle 飾演 A.D.
- 大衛·科恩查內 飾演 the director
- 克雷格·T·尼爾森（英语：Craig T. Nelson） 飾演 參議院議員John Neal（未掛名）

## 外部連結
- 互联网电影数据库（IMDb）上《桃色風雲搖擺狗》的资料（英文）
- 爛番茄上《桃色風雲搖擺狗》的資料（英文）